# البكتيريا المحبة لدرجات الحرارة المرتفعة والحمضية المفرطة

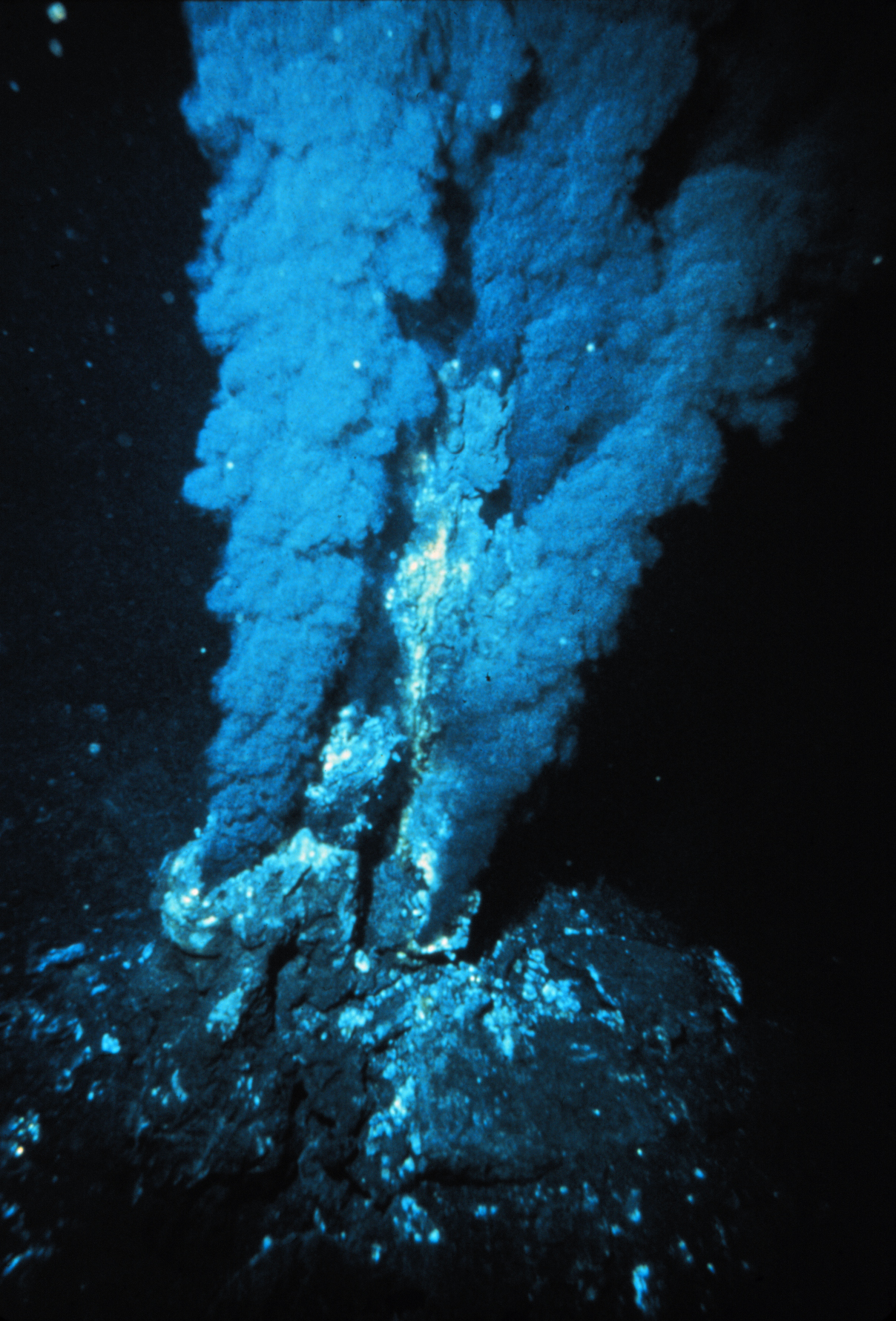

البكتيريا المحبة لدرجات الحرارة المرتفعة والحمضية المرتفعة هي بكتيريا قديمة تزدهر في بيئات ذات حمضية مرتفعة، مليئة بعنصر الكبريت، وذات درجات حرارة مرتفعة، وفقيرة بالمواد العضوية.
هذه البكتيريا تحبذ العيش في بيئات ذات درجة حرارة تتراوح من 70-80 درجة مئوية، وذات رقم هيدروجيني بين 2 و 3. تعيش هذه البكتيريا في الينابيع الحارة، وبالقرب من المنافذ البركانية، أو على شقوق قاع المحيط على عمق أميال تحت سطح الماء، حيث تتسرب مياه حمضية أو في بيئات ملوثة مثل الصرف الحمضي للمناجم.
تصنّف هذه البكتيريا ضمن مملكة البكتيريا القديمة، حيث أنها تعيش في مناطق لا تستطيع معظم الكائنات الحية النجاة فيها. تتطلب عمليات الأيض لدى معظم هذه البكتيريا أن تعيش في محيط هوائي (فيه أكسجين)، لكن يتطلب نسب معينة من الأكسجين أقل من الطبيعي (في الجو).